# Stéphane Mallarmé
Stéphane Mallarmé, ursprungligen Étienne Mallarmé, född 18 mars 1842 i Paris, död 9 september 1898 i Vulaines-sur-Seine, var en fransk poet. Han betraktas som en av de främsta företrädarna för symbolismen.

## Verksamhet
Stéphane Mallarmés mest berömda dikt är den alexandrinska L'Après-midi d'un faune (En fauns eftermiddag), författad i tre omgångar åren 1865–1876. Claude Debussys första framgångsrika verk Prélude à l'après-midi d'un faune (Förspel till en fauns eftermiddag) från 1894, är inspirerat av denna dikt. Wacław Niżyński utgick från diktens skeende och Debussys musik vid sin banbrytande koreografi till Ryska balettens En fauns eftermiddag (1912). 
I maj året före sin död publicerade Mallarmé den dikt som senare skänkt honom stjärnstatus inom modernismens litteratur. Den heter Un coup de dés jamais n'abolira le hasard (Ett tärningskast kan aldrig upphäva slumpen) och behandlar slumpens förhållande till styrda eller beräknade förlopp. Den utgår från tesen: "Ett tärningskast kan aldrig upphäva slumpen", och avslutas med raden: "Varje tanke är ett tärningskast". Det är en lång dikt som tilldragit sig många uttolkares intresse och som formellt sett var helt nyskapande.

## På svenska
- En fauns eftermiddag & Ett tärningskast, övers. och efterskrift Harry Järv (Stockholm: FiB:s Lyrikklubb, 1972). ISBN 91-550-1023-7
- Dikter, övers. Axel Englund (Malmö: Ellerströms, 2022). ISBN 9789172476653

### Antologibidrag (urval)
- "En uppenbarelse", i Fransk vers: från François Villon till Jules Romains, red. och övers. Karl Asplund (Stockholm: Bonniers, 1927), s. 65–66.
- "Suck", "Liten visa", "Segrande flytt" ("Soupir", "Petit air"), i Hundra år modern fransk dikt: från Baudelaire till surrealismen, red. och övers. Gunnar Ekelöf (Stockholm: Bonniers, 1934), s. 47–51.
- "Havsbris", "Azuren" ("Brise marine", "L'Azur"), i All världens lyrik: dikter från främmande språk i svensk tolkning, övers. och red. Anders Österling (Stockholm: Bonniers, 1943), s. 175–178.
- "Pipan" ("La Pipe"), i Franska prosadikter, red. och övers. Erik Blomberg (Stockholm: Bonniers, 1950), s. 91–93.
- "Vintrig rysning" ("Frisson d'hiver"), övers. Ingemar Leckius, i Världens bästa lyrik i urval, red. Johannes Edfelt (Stockholm: Natur & Kultur, 1961), s. 146–147.
- "Svanen", "Höstlig klagan" ("Le Cygne", "Plainte d'Automne"), i Hundra franska dikter från nio århundraden, red. och övers. Erik Blomberg (Stockholm: Norstedts, 1964), s. 159–161.